# Liuberto
Liuberto (em latim: Liubertus; ? — 702) foi um rei lombardo entre 700 e 702, com interrupção. Ao suceder ao pai, o rei Cuniberto, estando ainda em menor idade, ele governou sob a regência de Ansprando, duque de Asti. Depois de oito meses de seu reinado ele foi depois por Regimberto, duque de Turim, filho de Godeberto e tio-avô de Liuberto.
Liuberto só conseguiu voltar ao trono depois de vários meses da morte de Regimberto, apenas para ser deposto novamente, aprisionado e em seguida afogado em uma banheira por Ariberto II, filho de Regimberto.